# Verband der Bäcker und Berufsgenossen Deutschlands
Der Verband der Bäcker und Berufsgenossen Deutschlands wurde im Jahr 1885 in Berlin gegründet. Die freie Gewerkschaft organisierte die Bäcker und Beschäftigte in verwandten Branchen im deutschen Kaiserreich.

## Geschichte
Die Gewerkschaft wurde am 5. Juni 1885 in Hamburg gegründet.
Der Zentralverband war Mitglied in der Generalkommission der Gewerkschaften Deutschlands.
Am 1. Juli 1907 fusionierte die Gewerkschaft mit dem Zentralverband der Konditoren, Leb- und Pfefferküchler und gründeten den Zentralverband der Bäcker, Konditoren und Verwandter Berufsgenossen Deutschlands.

## Vorsitzende
- 1885–1890er: N.N.
- 1890er–1895: Pfeiffer
- 1895–1907: Oskar Allmann